# Catocala arizonensis
Catocala arizonensis är en fjärilsart som beskrevs av Embrik Strand 1914. Catocala arizonensis ingår i släktet Catocala och familjen nattflyn. Inga underarter finns listade i Catalogue of Life.